# Hibbertia hemignosta
Hibbertia hemignosta är en tvåhjärtbladig växtart som först beskrevs av Ernst Gottlieb von Steudel, och fick sitt nu gällande namn av Judith Roderick Wheeler. Hibbertia hemignosta ingår i släktet Hibbertia och familjen Dilleniaceae. Inga underarter finns listade i Catalogue of Life.